# Ga Jemulpo
Ga Jemulpo là ga trên Tàu điện ngầm Seoul tuyến 1. Nó ở trên Tuyến Gyeongin.

## Bố trí ga
| ↑ Dohwa | ↑ Juan        | Dohwa ↓ |
| １      | \| ３         |         |
| ↑ Dowon | Dongincheon ↓ | Dowon ↓ |

| １ | ● Tuyến 1 | Địa phương | ← Hướng đi Uijeongbu · Dongducheon · Yeoncheon |
| ２ | ● Tuyến 1 | Tốc hành   | ← Hướng đi Bupyeong · Guro · Yongsan           |
| ３ | ● Tuyến 1 | Tốc hành   | → Hướng đi Dongincheon →                       |
| ４ | ● Tuyến 1 | Địa phương | → Hướng đi Dowon · Dongincheon · Incheon →     |

## Vùng lân cận
- Văn phòng Michuhol-gu, Quốc hội
- Trung tâm phúc lợi hành chính Dohwa 2-3 Dong
- Trường trung học Seonin
- Trung tâm phúc lợi hành chính Songrim 3-5 đồng
- Công viên Subong
- Trung tâm phúc lợi hành chính 4 đồng Sungui
- Trường trung học cơ sở Nam Incheon
- Cơ sở Jemulpo của Đại học Incheon
- Trường tiểu học Incheon Seohwa
- Trường tiểu học Sungui Incheon
- Trung tâm y tế Incheon
- Đại học tài năng Incheon
- Trường trung học nữ sinh Inhwa
- Chợ Jemulpo
- Trạm cảnh sát Incheon Michuhol Trung tâm an ninh Jemulpo
- Đại học Chungwoon